# Pierre Van Maldere
Pieter (Pierre) van Maldere (16. října 1729 Brusel - 1. listopadu 1768 tamtéž) byl belgický houslista a hudební skladatel.
Pravděpodobně se hudebně vzdělával u Fioccoa. Připojil se ke dvoru prince Charlese-Alexandra de Lorraine roku 1749, a léta 1751 až 1753 strávil v Dublinu jako ředitel Philarmonick Concerts. Doprovázel prince na mnoha cestách do Vídně, kde premiérově uvedl dvě komické opery: Le Déguisement pastoral (1756) a Les Amours champêtres (1758).
Po návratu do Bruselu zkomponoval ještě několik komických oper a více než 40 symfonií, předeher a sonát. Roku 1758 povýšil na princova komorníka. Působil jako spoluředitel Théâtre de la Monnaie v letech 1763 až 1767.

## Dílo
- množství skladeb ve stylu Corelliho, 3 tria pro cemballo, housle a violoncello op. 7
- předehry
- kolem 45 symfonií

### Opery
- 1756 : Le Déguisement pastoral (Vídeň, Schönbrunn, 12. července)
- 1758 : Les Amours champêtres (Vídeň, Schönbrunn, 5. listopadu)
- 1763 : La Bagarre (Paříž, Théâtre italien de Paris, 10. února)
- 1766 : Le Médecin de l'amour (Brusel)
- 1766 : Le Soldat par amour (Brusel, 4. listopadu, spoluautor Ignaz Vitzthumb)